# Sarı Saltuk
Sari Saltuk (tyrkisk: Sarı Saltuk) (død 1293) var en asketisk qalandar dervish, som menes at have spredt islam på Balkan, Krim og i Sinop-området.
Han menes at være blandt de tyrkere, som bosatte sig i Dobruja i 1263-1264. Han menes også at have spillet en betydelig rolle i islamiseringen af Balkan.
Blandt mange alevitter og bektashitter anses han for at have været en af Haji Bektash's halife'er. Haji Bektash skulle efter sigende, have sendt sine halife'er til forskellige områder for at sprede islam.
Der findes i dag mange grave/mausoleer, som tillægges Sarı Saltuk. En af disse findes i Blagaj i det nuværende Bosnien-Herzegovina. Et andet mausoleum, som menes at tilhøre Sarı Saltuk, findes i byen Tunceli i det østlige Tyrkiet. Dette mausoleum udgør desuden et centrum for Sarı Saltuk ocak'en for alevitterne. Dede'erne, der tilhører denne ocak, bor også i dette område.